# San Rafael del Paraná
San Rafael del Paraná é uma cidade do Paraguai, Departamento Itapúa.

## Transporte
O município de San Rafael del Paraná é servido pela seguinte rodovia:
- Ruta 06, que liga Minga Guazú ao município de Encarnación (Departamento de Itapúa)
- Caminho em terra ligando a cidade ao município de Mayor Julio D. Otaño
- Caminho em pavimento ligando a cidade ao município de Pirapó [1][2][3]